# Rouleau
Rouleau är en ort i Kanada.   Den ligger i provinsen Saskatchewan, i den sydöstra delen av landet, 2 200 km väster om huvudstaden Ottawa. Rouleau ligger 570 meter över havet och antalet invånare är 453.
Terrängen runt Rouleau är mycket platt. Trakten runt Rouleau är nära nog obefolkad, med mindre än två invånare per kvadratkilometer.. Rouleau är det största samhället i trakten.
Trakten runt Rouleau består till största delen av jordbruksmark.